# برادة الحديد

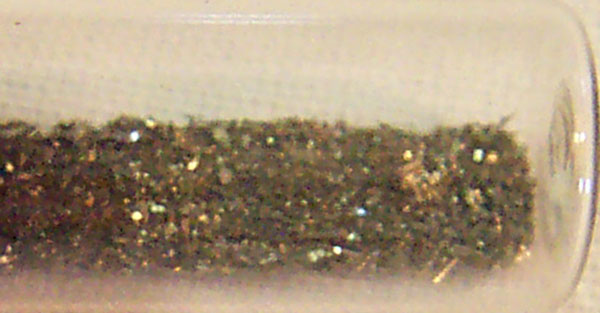

بِرَادَة الحديد هي عبارة عن حبيبات دقيقة من مادة الحديد تتخذ فيما بينها شكلا شبيها بالمسحوق. تعتبر برادة الحديد منتوجا ثانويا أي أنها عبارة عن مخلفات صناعية لعملية برد أو ثقب أو كشط قطع الحديد أو نتيجة صقل منتجات نهائية. لا يتجاوز قد الجزيئات أو الحبيبات المتواجدة في مسحوق الحديد طول 0.3 مم و أصغرها قد يصل لطول دنيوي يبلغ بضعة ميكروميترات. نظرا لازدياد مساحة الحديد المعرضة للتفاعل على شكل مسحوق فإن الحديد بإمكانه أن يحترق بسهولة على هذا الشكل عند تعرضه للنار.

## استخدامات برادة الحديد
تستخدم برادة الحديد في عدة مجالات من بينها مجال التعليم حيث يستعملها التلاميذ لإظهار خطوط المجال المغناطيسي ويحدث ذلك عندما تصطف جزيئات الحديد الصغيرة في خط موازي لخطوط المجال المغناطيسي حيث أن قطبا كل حبيبة يتوجهان باتجاه الخط المغناطيسي الذي يمر عبرها. يستعمل مسحوق الحديد كذلك في بعض التفاعلات الكيميائية في المدرسة كتفاعل الحديد مع مسحوق الكبريت الذي يدعى بتفاعل الثرميت.